# Japonia na Zimowych Igrzyskach Olimpijskich 1936
Japonię na Zimowych Igrzyskach Olimpijskich 1936 reprezentowało 31 sportowców (30 mężczyzn i 1 kobieta) w 12 konkurencjach.

## Skład kadry

### Biegi narciarskie
Mężczyźni
| Zawodnik                                                 | Konkurencja        | czas    | Pozycja |
| -------------------------------------------------------- | ------------------ | ------- | ------- |
| Shinzo Yamada                                            | Bieg na 18 km      | 1:31,28 | 49.     |
| Tsutomu Sekido                                           | Bieg na 18 km      | 1:32:48 | 55.     |
| Ginzo Yamada                                             | Bieg na 18 km      | 1:33:17 | 56.     |
| Hiroshi Tadano                                           | Bieg na 18 km      | 1:35:28 | 59.     |
| Hiroshi Tadano                                           | Bieg na 50 km      | 4:10:23 | 28.     |
| Tadao Okayama                                            | Bieg na 50 km      | 4:30:28 | 34.     |
| Ginzo Yamada Tsutomu Sekido Shinzo Yamada Hiroshi Tadano | Sztafeta 4 x 10 km | 3:10:59 | 12.     |

### Hokej na lodzie
Reprezentacja mężczyzn
| - Teiji Honma - Masahiro Hayama - Tatsuo Ichikawa - Shinkichi Kamei - Toshihiko Shoji |  | - Susumu Hirano - Masatatsu Kitazawa - Kenichi Furuya - Kozue Kinoshita |

Reprezentacja Japonii brała udział w rozgrywkach grupy D turnieju olimpijskiego zajmując w niej trzecie miejsce i nie awansując do dalszych rozgrywek. Ostatecznie została sklasyfikowana na 9. miejscu.

#### Runda pierwsza
Grupa D
| Drużyna         | M | Mecze | Mecze | Mecze | Bramki | Bramki | Bramki | Pkt |
| Drużyna         | M | W     | R     | P     | +      | -      | +/-    | Pkt |
| --------------- | - | ----- | ----- | ----- | ------ | ------ | ------ | --- |
| Wielka Brytania | 2 | 2     | 0     | 0     | 4      | 0      | +4     | 4   |
| Szwecja         | 2 | 1     | 0     | 1     | 2      | 1      | +1     | 2   |
| Japonia         | 2 | 0     | 0     | 2     | 0      | 5      | -5     | 0   |

Wyniki
| 6 lutego 1936 | Szwecja | 2:0 | Japonia | Olympia-Kunsteis-Stadion |

| Godzina: 21:00 | H.Engberg Y.Liljeberg | (1:0, 1:0, 0:0) |  | Sędzia główny: Kreisel Sędziowie liniowi: Schmidt |

| 8 lutego 1936 | Wielka Brytania | 3:0 | Japonia | Rießersee |

| Godzina: 10:00 | E.Brenchley A.Archer J.Borland | (2:0, 0:0, 1:0) |  | Sędzia główny: Jacquet Sędziowie liniowi: Brown |

### Kombinacja norweska
Mężczyźni
| Zawodnik        | Konkurencja   | Bieg narciarski | Bieg narciarski | Bieg narciarski | Skoki narciarskie | Skoki narciarskie | Skoki narciarskie | Skoki narciarskie | Łącznie | Pozycja |
| Zawodnik        | Konkurencja   | Czas biegu      | Punkty          | Pozycja         | Skok 1            | Skok 2            | Punkty            | Pozycja           | Łącznie | Pozycja |
| --------------- | ------------- | --------------- | --------------- | --------------- | ----------------- | ----------------- | ----------------- | ----------------- | ------- | ------- |
| Isamu Sekiguchi | Indywidualnie | 1:32:40         | 147,7           | 38.             | 48,0              | 48,5              | 203,2             | 7.                | 350,9   | 29.     |
| Tsutomu Sekido  | Indywidualnie | 1:32:48         | 147,0           | 40.             | 43,0              | 45,0              | 183,3             | 25.               | 330,3   | 35.     |
| Shinzo Yamada   | Indywidualnie | 1:31:28         | 153,6           | 35.             | 38,5              | 46,0              | 125,2             | 45.               | 278,8   | 43.     |

### Łyżwiarstwo figurowe
| Zawodnik           | Konkurencja | Nota  | Pozycja |
| ------------------ | ----------- | ----- | ------- |
| Etsuko Inada       | Solistki    | 368,1 | 10.     |
| Toshiichi Katayama | Soliści     | 347,4 | 15.     |
| Kazuyoshi Oimatsu  | Soliści     | 325,4 | 20.     |
| Zenjiro Watanabe   | Soliści     | 325,4 | 21.     |
| Tsugio Hasegawa    | Soliści     | 314,6 | 23.     |

### Łyżwiarstwo szybkie
Mężczyźni
| Zawodnik          | Konkurencja   | Konkurencja   | Konkurencja    | Konkurencja    | Konkurencja    | Konkurencja    | Konkurencja      | Konkurencja      |
| Zawodnik          | Bieg na 500 m | Bieg na 500 m | Bieg na 1500 m | Bieg na 1500 m | Bieg na 5000 m | Bieg na 5000 m | Bieg na 10 000 m | Bieg na 10 000 m |
| Zawodnik          | Czas          | Miejsce       | Czas           | Miejsce        | Czas           | Miejsce        | Czas             | Miejsce          |
| ----------------- | ------------- | ------------- | -------------- | -------------- | -------------- | -------------- | ---------------- | ---------------- |
| Shozo Ishihara    | 44,1          | 4.            | 2:26,7         | 19.            |                |                |                  |                  |
| Reikichi Nakamura | 45,0          | 11.           |                |                |                |                |                  |                  |
| Seitoku Ri        | 45,9          | 16.           | 2:28,9         | 23.            | 9:08,7         | 27.            | 18:50,3          | 25.              |
| Kunio Nando       | 46,6          | 22.           |                |                | 9:20,1         | 31.            |                  |                  |
| Seien Kin         |               |               | 2:25,0         | 15.            | 8:55,9         | 21.            | 18:02,7          | 13.              |
| Yasuo Kawamura    |               |               | 2:29,6         | 28.            |                |                |                  |                  |
| Yushoku Cho       |               |               |                |                | 9:08,7         | 27.            | 19:00,1          | 26.              |

### Narciarstwo alpejskie
Mężczyźni
| Zawodnik        | Konkurencja         | Zjazd  | Zjazd   | Slalom              | Slalom              | Slalom                   | Łącznie                  | Łącznie                  |
| Zawodnik        | Konkurencja         | Czas   | Pozycja | Czas 1-go przejazdu | Czas 2-go przejazdu | Pozycja                  | Punkty                   | Pozycja                  |
| --------------- | ------------------- | ------ | ------- | ------------------- | ------------------- | ------------------------ | ------------------------ | ------------------------ |
| Isamu Sekiguchi | Kombinacja alpejska | 6:48,6 | 41.     | 1:52,5              | dyskwalifikacja     | Nie ukończył konkurencji | Nie ukończył konkurencji | Nie ukończył konkurencji |
| Tsutomu Sekido  | Kombinacja alpejska | 7:23,4 | 46.     | 2:04,5              | dyskwalifikacja     | Nie ukończył konkurencji | Nie ukończył konkurencji | Nie ukończył konkurencji |
| Hiroshi Tadano  | Kombinacja alpejska | 7:58,6 | 49.     | 1:49,4              | dyskwalifikacja     | Nie ukończył konkurencji | Nie ukończył konkurencji | Nie ukończył konkurencji |

### Skoki narciarskie
Mężczyźni
| Skoczek        | Konkurencja       | Skok 1    | Skok 1 | Skok 2    | Skok 2 | Nota  | Pozycja |
| Skoczek        | Konkurencja       | odległość | Nota   | odległość | Nota   | Nota  | Pozycja |
| -------------- | ----------------- | --------- | ------ | --------- | ------ | ----- | ------- |
| Masaji Iguro   | Skocznia normalna | 74,5      | 107,6  | 72,5      | 110,6  | 218,2 | 7.      |
| Iwao Miyajima  | Skocznia normalna | 63,5      | 95,8   | 63,5      | 98,8   | 194,6 | 31.     |
| Gorō Adachi    | Skocznia normalna | 73,0      | 109,4  | 71,0      | 41,4   | 150,8 | 45.     |
| Shunji Tatsuta | Skocznia normalna | 73,5      | 45,2   | 77,0      | 56,0   | 101,2 | 46.     |